# The Night of Nights
Pour plus de détails, voir Fiche technique et Distribution.
The Night of Nights est un film américain en noir et blanc réalisé par Lewis Milestone, sorti en 1939.

## Synopsis
Dan O'Farrell est un ancien et brillant dramaturge, acteur et producteur de théâtre de Broadway qui a quitté le métier. Lorsqu'il était plus jeune, lui et son partenaire Barry Keith-Trimble se préparaient à la première de la pièce Laughter d'O'Farell en s'enivrant et  au moment de jouer, ils étaient tellement ivres qu'ils se sont battus sur scène avant de choir dans la fosse d'orchestre. Les deux hommes quittent le théâtre et continuent à boire, jusqu'à ce qu'ils apprennent qu'ils ont été suspendus. Au même moment, O'Farrell apprend que sa femme, l'actrice Alyce Martelle, est enceinte et l'a quitté pour avoir gâché sa performance dans une pièce de théâtre. 
Dépité, il quitte le métier et se retire. Des années plus tard, sa fille Marie le retrouve et lui donne l'envie de revenir à Broadway. Il décide de remonter sa pièce de théâtre avec sa distribution originale mais avec Marie remplaçant Alyce dans le rôle principal. Dans l'espoir de faire un retour glorieux avec un spectacle qui serait un succès auprès de la critique et du public, O'Farrell fait appel à des amis pour se lancer dans un retour en force.

## Fiche technique
- Titre : The Night of Nights
- Réalisation : Lewis Milestone
- Scénario : Donald Ogden Stewart
- Photographie : Leo Tover
- Musique : Victor Young
- Société de production : Paramount Pictures
- Société de distribution : Paramount Pictures
- Pays de production :  États-Unis
- Langue originale : anglais américain
- Format : noir et blanc
- Genre : drame psychologique
- Durée : 86 min
  - États-Unis : 1er décembre 1939

## Distribution
- Pat O'Brien : Dan O'Farrell
- Olympe Bradna : Marie Alyce O'Farrell
- Roland Young : Barry Keith-Trimble
- Reginald Gardiner : J. Neville Prime
- George E. Stone : Sammy Kayn
- Murray Alper : Muggins

Acteurs non crédités
- Richard Denning : garçon
- Mary Gordon : femme
- Kenneth Harlan : acteur
- Carol Holloway : première servante
- Helene Millard : vendeuse de parfums
- Pat O'Malley : acteur
- Oscar O'Shea : M. Conway
- Aileen Pringle : vendeuse de robes
- Frank Shannon : Frank, le barman
- Wyndham Standing : commandant
- Frank Sully : le chauffeur de taxi
- Theodore von Eltz : John